# Favole (Gianni Celeste)
Favole è il ventunesimo album del cantante siciliano Gianni Celeste, cantato in lingua napoletana, pubblicato nel 1996.

## Tracce
1. Bella siciliana
2. A mia figlia
3. Viene
4. Donna
5. Gente senza core
6. M'ere 'nnammurate
7. Vire 'e me perdunà
8. Maronna e comme è bella
9. 'O male e 'o bbene
10. Divorzia